# Dissidência política
A dissidência política é uma insatisfação ou oposição às políticas de um órgão de governo. Expressões de dissidência podem assumir formas de desacordo vocal, desobediência civil e uso de violência.
A Constituição dos Estados Unidos considera a demonstração não violenta e o desacordo com o governo como valores americanos fundamentais.